# Adimolol
Adimolol (MEN-935) es un líquido antihipertensivo que actúa como un no selectivo α1-, α2-, y β-adrenergic receptor antagonista.

## Enlaces exgternos
- Esta obra contiene una traducción  derivada de «Adimolol» de Wikipedia en inglés, publicada por sus editores bajo la Licencia de documentación libre de GNU y la Licencia Creative Commons Atribución-CompartirIgual 4.0 Internacional.

- Datos: Q4682859